# De läckra skaldjuren
De läckra skaldjuren är en svensk film från 1920 i regi av Pauline Brunius. 

## Handling
Makarna Vinner kommer hem efter en kväll på operan. Fru Vinner vill äta kräftor och herr Vinner får ge sig ut trots den sena timmen för att få tag på kräftorna. 

## Om filmen
Filmen premiärvisades 18 oktober 1920 på Biografen Sture i Stockholm. Filmen spelades in vid Skandiaateljén, på Långängen i Stocksund av Carl Gustaf Florin. 

## Rollista
- Olof Winnerstrand – herr Vinner
- Frida Winnerstrand – fru Vinner
- Ragnar Arvedson – bordsgranne på Strands restaurang